# Jeanne Nabineau
Jeanne Nabineau, née Jeanne Élisabeth Maitray le 2 octobre 1889 dans le 7e arrondissement de Paris et morte le 1er octobre 1960 à Tours, est une personnalité tourangelle reconnue Juste parmi les Nations en 2005.

## Biographie

### Jeunesse et famille
Jeanne Maitray naît à Paris en 1889, fille de François Valentin Maitray, gardien de bureau, et de Marie Taisant, cuisinière, son épouse. En 1920, elle épouse à Poitiers René Nabineau. 

### Rôle dans la Résistance
Jeanne Nabineau habite à Tours lorsque la Seconde Guerre mondiale éclate. Son mari, employé à la SNCF, est le frère de Louise Cartier qui héberge de nombreux juifs pendant la guerre, avec son mari, à Château-du-Loir, au lieu-dit La Goupillière. En novembre 1942, Louise Cartier demande aux Nabineau d'héberger un jeune garçon juif âgé de 6 ans, Henri Joinivici, dont la famille vivait au Pré-Saint-Gervais avant la guerre. En juillet 1942, l'ensemble de la famille, à l'exception du père, se réfugie à Château-du-Loir.
Jeanne et André Nabineau font passer le jeune garçon pour leur neveu et prétendent que le père du garçon est prisonnier de guerre. En réalité, la famille d'Henri Joinivici est faite prisonnière par les polices allemandes et françaises lors de la rafle du 12 octobre 1942 à Château-du-Loir. Sa mère Brejna, ses frères et sœurs, Anna, Albert et Henri, les oncles, les tantes et les cousins d'Henri Joinovici sont déportés par le convoi de déportation no 42 du 6 novembre 1942 et gazés le 11 novembre 1942 dès leur arrivée. Ce jour-là, 144 Juifs sont raflés et transférés de Mulsanne à Drancy, puis déportés à Auschwitz-Birkenau.
Jeanne Nabineau meurt en 1960 à Tours, la veille de son 71e anniversaire.

## Hommages
Jeanne Nabineau fait partie des Justes d'Indre-et-Loire depuis 2005,,. Son nom a été ajouté sur la plaque commémorative, placée devant la synagogue de Tours, le 17 juillet 2011. Il figure également sur la stèle de l'esplanade des Justes parmi les Nations au pied du château de Tours, inaugurée le 6 novembre 2014.
Henri Joinivici a témoigné de l'accueil que lui ont fait Jeanne et André Nabineau dans une vidéo.